# In the Good Old Days (film 1910)
In the Good Old Days è un cortometraggio muto del 1910 diretto da Lewin Fitzhamon.

## Trama
Una ragazza si traveste da bandito per costringere il padre a dare il consenso alle sue nozze.

## Produzione
Il film fu prodotto dalla Hepworth.

## Distribuzione
Distribuito dalla Hepworth, il film - un cortometraggio di 162 metri - uscì nelle sale cinematografiche britanniche nell'agosto 1910.
Si conoscono pochi dati del film che, prodotto dalla Hepworth, fu distrutto nel 1924 dallo stesso produttore, Cecil M. Hepworth. Fallito, in gravissime difficoltà finanziarie, il produttore pensò in questo modo di poter almeno recuperare il nitrato d'argento della pellicola.